# Плоть на камнях
«Плоть на камнях» (исп. Figura damunt les roques) — картина испанского художника Сальвадора Дали.
Была написана в 1926 году после посещения Лувра в Париже и личного знакомства с Пабло Пикассо, творчеством которого Дали долгое время был увлечен.
Данное полотно выполнено в несвойственной Сальвадору кубистической манере, как и ранее написанный «Кубистический автопортрет» (1923). Объемная, диагонально расположенная фигура явно доминирует над плоскостью, что позволяет сравнить её с работой Пикассо «Две женщины, бегущие по пляжу» (1922).

## Выставки
По данным фонда Сальвадора Дали, картина выставлялась в следующих музеях мира:
- 1926, Барселона, Sala Parés, «Saló de Tardor»
- 1926, Барселона, Galeries Dalmau, «Exposició S. Dalí»
- 1965, Нью-Йорк, Gallery of Modern Art, «Salvador Dalí, 1910—1965»
- 1994, Лондон, галерея Хэйуорд, «Salvador Dalí: the early years»
- 2000, Хартфорд, США, музей Wadsworth Atheneum, «Dalí's optical illusions»
- 2007, Осака, Музей Сантори, «Dalí multifaceted : centenary exhibition»
- 2009, Мельбурн, Национальная галерея Виктории, «Salvador Dalí : liquid desire, sense número»
- 2010, Атланта, Музей искусств Хай, «Salvador Dalí: The late work»